# Laetitia (Vorname)
Laetitia ist ein weiblicher Vorname.

## Herkunft und Bedeutung
Der Name Laetitia ist lateinischen Ursprungs und bedeutet „Freude, Fröhlichkeit“. Laetitia war in der  römischen Mythologie die Personifikation der „grundlosen Freude“.

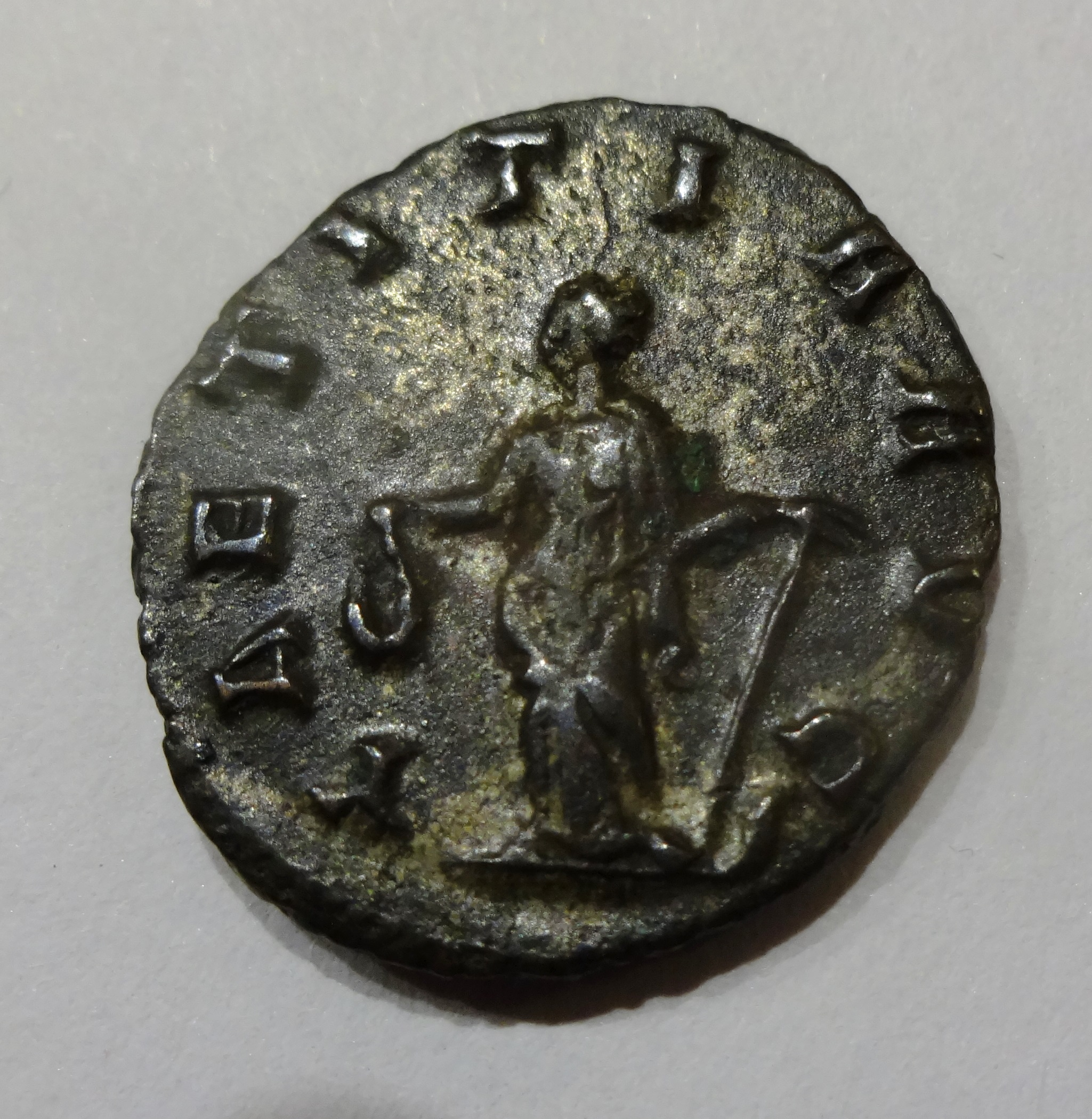
Laetitia auf Antoninianus des Gallienus, Rückseite

## Varianten
Läticia, Laeticia, Lätitia, Lätitzia, Tizia (ital. Kurzform), Letitia (engl.), Leticia (span.), Letizia (ital.), Leta (häufig in Graubünden, CH), Tish (am. Kurzform in Texas), Letisha (Kurzform), Latisha (engl.), Laetizia, Lätizia, Laetitia (lat.), Laeticija (hbs.). Leticija (lit.)

## Namenstag
Im Katholischen leitet sich der Name Laetitia in seinen verschiedenen Schreibweisen von dem Fest der Sieben Freuden Mariens ab, dessen lateinischer Name eben Laetitiae Mariae lautet. Dieses Fest wird seit 1906 am 5. Juli begangen, weshalb auch das Namensfest an diesem Tag gefeiert wird.

## Namensträger

### Personen

#### Laetitia
- Laetitia Beck (* 1992), israelische Golferin
- Laetitia Boehm (1930–2018), deutsche Historikerin
- Laetitia Calmeyn (* 1975), belgische römisch-katholische Theologin
- Laetitia Casta (* 1978), französisches Topmodel
- Laetitia Chapeh Yimga (* 1987), äquatorialguineisch-kamerunische Fußballspielerin
- Laetitia Coryn (* 1984), französische Autorin, Comiczeichnerin, Illustratorin und Synchronsprecherin
- Laetitia Fech OCist (* 1957), Äbtissin
- Laetitia Guarino (* 1992), Schweizer Model
- Laetitia Hahn (* 2003), deutsche Pianistin
- Laetitia Hubert (* 1974), französische Eiskunstläuferin
- Laetitia Masson (* 1966), französische Regisseurin, Schauspielerin und Drehbuchautorin
- Laetitia Mazzotti (* 1977), französisch-italienische Schauspielerin und Theaterregisseurin
- Laetitia Meignan (* 1960), französische Judoka
- Laetitia Moma Bassoko (* 1993), kamerunische Volleyball-Nationalspielerin
- Laetitia Pulchartová (* 2001), tschechische Tennisspielerin
- Laetitia Quist (* 2001), deutsche Handballspielerin
- Laetitia Ramolino (1750–1836), Mutter Napoleons I
- Laetitia Sonami (* 1957), französische Komponistin, Klang- und Performancekünstlerin
- Laetitia Zappa (* 1974), Schweizer Pornodarstellerin

#### Laëtitia
- Laëtitia Le Corguillé (* 1986), französische Radrennfahrerin
- Laëtitia Philippe (* 1991), französische Fußballspielerin
- Laëtitia Pujol (* 1975), französische Balletttänzerin
- Laëtitia Roux (* 1985), französische Skibergsteigerin
- Laëtitia Sarrazin (* 1993), französische Tennisspielerin
- Laëtitia Tonazzi (* 1981), französische Fußballspielerin

#### Lætitia
- Lætitia Bambara (* 1984), burkinisch-französische Hammerwerferin
- Lætitia Colombani (* 1976), französische Schauspielerin, Regisseurin, Drehbuchautorin und Schriftstellerin
- Lætitia Denis (* 1988), französische Leichtathletin
- Lætitia Dosch (* 1980), französische Schauspielerin

#### Leticia
- Leticia Arispe (* 1999), bolivianische Leichtathletin (Sprint)
- Leticia Brunati (* 1982), argentinische Handballtrainerin
- Letícia Bufoni (* 1993), brasilianische Profi-Skateboarderin
- Leticia Calderón (* 1968), mexikanische Schauspielerin
- Leticia Cyrus (Leticia Finley; * 1967), US-amerikanische Filmproduzentin, Mutter von Miley Cyrus
- Leticia Daneri (* 1934), argentinische Cantautora
- Leticia Dolera (* 1981), spanische Schauspielerin, Filmregisseurin und Drehbuchautorin
- Leticia González (* 1971), Universitätsprofessorin für Theoretische Chemie
- Letícia Izidoro (* 1994), brasilianische Fußballtorhüterin
- Leticia Koffke (* ≈1971), deutsches Fotomodell, „Miss DDR“
- Letícia Lima (* 2001), brasilianische Leichtathletin, Sprinterin
- Letícia Melo (* 1997), brasilianische Leichtathletin (Weitsprung)
- Leticia Moreno (* 1985), spanische Violinistin
- Leticia Palma (1926–2009), mexikanische Schauspielerin
- Leticia Ramos Shahani (1929–2017), philippinische Hochschullehrerin, Literaturwissenschaftlerin und Politikerin
- Letícia Santos (* 1994), brasilianische Fußballspielerin
- Leticia Sigarrostegui García (* 1975), spanische Schriftstellerin
- Letícia Silva Amador (* 1988), brasilianische Fußballspielerin
- Letícia de Souza (* 1996), brasilianische Sprinterin

#### Letitia
- Letitia Bushe (* um 1710; † 1757), irische Miniaturmalerin, Landschaftsmalerin und Aquarellistin
- Letitia Chitty (1897–1982), englische Ingenieurin
- Letitia James (1958), US-amerikanische Juristin und Politikerin der Demokratischen Partei
- Letitia de Jong (* 1993), niederländische Eisschnellläuferin
- Letitia Elizabeth Landon (1802–1838), britische Dichterin und Romanschriftstellerin
- Letitia Roman (* 1941), italienische Schauspielerin
- Letitia Stevenson (1843–1913), Second Lady der Vereinigten Staaten
- Letitia Tyler (1790–1842), First Lady der Vereinigten Staaten
- Letitia Vriesde (* 1964), surinamische Mittelstreckenläuferin
- Letitia Wright (* 1993), guyanisch-britische Schauspielerin

#### Letizia
- Letizia Battaglia (1935–2022), italienische Fotografin und Fotojournalistin
- Letizia Bertoni (* 1937), ehemalige italienische Sprinterin und Hürdenläuferin
- Letizia Bonini (1902–1974), italienische Schauspielerin
- Letizia Caldi (* 2004), deutsche Schauspielerin
- Letizia Ciampa (* 1986), italienische Synchronsprecherin und Schauspielerin
- Letizia Jaccheri (* 1965), italienisch-norwegische Informatikerin und Professorin
- Letizia Moratti (Letizia Brichetto Arnaboldi; * 1949), italienische Unternehmerin und Politikerin
- Letizia Murat (1802–1859), Nichte Napoleons I., europäische Prinzessin, Salonnière in Bologna
- Letizia Ortiz Rocasolano (* 1972), Ehefrau des spanischen Königs Felipe VI.
- Letizia Paoli (* 1966), italienische Kriminologin
- Letizia Paternoster (* 1999), italienische Radsportlerin
- Letizia Ramolino (1750–1836), Mutter Napoleon Bonapartes
- Letizia Roscher (* 2004), deutsche Eiskunstläuferin
- Letizia Werth (* 1974), Südtiroler bildende Künstlerin